# گیر افتادن در وسط (ترانه)
«گیر افتادن در وسط» (انگلیسی: Stuck in the Middle) دومین تک‌آهنگ از گروه دخترانه اهل کره جنوبی، بیبی‌مانستر است؛ این ترانه در ۱ فوریه ۲۰۲۴ توسط وای‌جی انترتینمنت به عنوان یک تک‌آهنگ پیش از انتشار برای نخستین آلبوم چندآهنگه آتی گروه منتشر شد.

## پیش‌زمینه و انتشار
در ۱ ژانویه ۲۰۲۴، بنیان‌گذار وای‌جی انترتینمنت، یانگ هیون سوک از طریق یک ویدئو در یوتیوب اعلام کرد که دومین ترانه بیبی‌مانستر با عنوان «گیر افتادن در وسط» در ۱ فوریه ۲۰۲۴ منتشر خواهد شد. در ۲۵ ژانویه، انتشار این ترانه از طریق یک تیزر تأیید شد، که همچنین اعلام شد این ترانه به عنوان یک تک‌آهنگ پیش از انتشار برای آلبوم چندآهنگه آتی گروه است ؛ روز بعد، یک پوستر مفهومی از اعضای بیبی‌مانستر با لباس سفید روشن در یک منظره فانتزی منتشر شد که به عنوان «یک تضاد کامل با تصویر پرانرژی و ورزشی که در نخستین تک‌آهنگ خود به نام «بتر آپ» نشان دادند»، توصیف شد. این ترانه به همراه موزیک ویدئوی آن در ۱ فوریه ۲۰۲۴میلادی منتشر شد.

## جدول‌ها
| جدول (۲۰۲۴)              | بهترین جایگاه |
| ------------------------ | ------------- |
| دانلود کره جنوبی (گائون) | ۴۵            |

## تاریخچه انتشار
| منطقه | تاریخ        | فرمت                  | ناشر  |
| ----- | ------------ | --------------------- | ----- |
| مختلف | ۱ فوریه ۲۰۲۴ | دانلود دیجیتال استریم | وای‌جی |